# Joseph Achron
Joseph Achron (1886-1943), fue un músico de origen polaco-lituano, de ascendencia judía. Emigró a los Estados Unidos en 1924; murió a los 56 años en el exilio.

## Trayectoria
Youssel Achron (luego, Joseph Achron), era el hijo mayor de un cantante judío ruso, además de violinista. 
Ya a los dos años, Achron tocaba música en un violín casero; a los cinco recibió sus primeras lecciones de ese instrumento. Sus padres se trasladaron de un pueblo polaco-lituano para que se formara en el Conservatorio de Varsovia, en 1891, donde estudió con el virtuoso Isidor Lott. 
A los siete años, Achron escribió su primera composición como violinista. Dio un concierto a los diez años en el Imperio Ruso, donde llegó a ser muy conocido. En 1899, ingresó en el Conservatorio de San Petersburgo, y estudió violín con el famoso maestro Leopold Auer. 
Se graduó en 1904. Hizo una exitosa gira por Alemania. En 1906 le publicaron Preludio op. 13, Las sílfides, op. 13, Second Berceuse, op. 20, y otras obras. Se unió a la Sociedad para la música popular judía en 1911, donde enseñó esa tradición.
Pasó la Primera Guerra Mundial en Rusia, dedicado principalmente a tocar para las tropas rusas. En 1918, los soviéticos prohibieron el Arte Popular judío, aunque luego lo propugnaron. En 1920, Achron se casó con la cantante Marie Raphof. Y dos años después, en 1922, Achron marchó a Alemania. En Berlín, compuso la Kindersuite popular, op. 57; se familiarizó con la música de Arnold Schönberg, de quien sería amigo íntimo. Achron hizo un viaje a Palestina (de ahí, su Danza de Salomé, para coro, percusión y piano, op. 61, de 1925). 
A continuación decidió emigrar a los Estados Unidos, en 1924. En Nueva York, Achron compuso música en yiddish para Maurice Schwartz, del 'Art Theater', y remodeló su música para Sholem Aleijem; El violinista, 1929, que fue una suite para violín y piano. En 1932, presentó un bloque musical extraído de su música, Der Golem, para H. Leivick, en el que adoptaba ya elementos atonales.
Enfermó gravemente en los cuarenta. Achron murió a los 56 años; su última obra terminada fue el Concierto para Piano Solo op. 72. A su muerte dejó casi 100 composiciones manuscritas. 
Aún queda mucha obra suya por difundirse. Pero la creación de la Joseph Acrhon Society, en 2010 (Tel Aviv University), supone el inicio de la publicación de los manuscritos de sus obras en la Universal Edition.